# Пауль Шарфе
Пауль Шарфе (нім. Paul Scharfe; 6 вересня 1876, Данциг — 29 липня 1942, Штарнберг) — німецький офіцер, один з керівників СС, обергрупенфюрер СС і генерал військ СС (20 квітня 1942).

## Біографія
Син шкільного завуча. Відвідував гімназії в Данцигу і Нойштадті. Після закінчення гімназії 25 серпня 1895 року вступив на військову службу в 5-й гренадерський полк «Фрідріх I» (4-й Східнопрусський). 15 серпня 1897 року перейшов у 55-й піхотний полк «Граф Бюлов фон Денневітц» (6-й Вестфальський). 14 листопада 1903 року перейшов у резерв ландверу. 1 грудня 1903 року вступив на службу в поліцію, до 1912 року — окружний комісар Адденау. З 15 вересня 1914 по 1 жовтня 1915 року в якості командира батальйону брав участь в бойових діях на Східному фронті. 1 жовтня 1915 року повернувся на службу в прусську поліцію і до жовтня 1919 року був окружним комісаром Шрімма. З 1 жовтня 1919 до 1 липня 1921 року — окружний комісар в Рісенгебіргу і начальник управління соціального забезпечення чинів поліції. 1 липня 1921 року був переведений в Галле. З 1 серпня 1923 року — начальник поліцейської інспекції Галле-Північ, з 1 травня 1927 року — заступник командира групи охоронної поліції Берліна.
1 жовтня 1931 звільнився з поліції і відразу вступив в НСДАП (квиток №665 697) і СС (квиток №14 220). З серпня по жовтень 1931 року керував СД в Головному штабі рейхсфюрера СС. З 10 жовтня 1931 року начальник відділу IIg (СД) Головного штабу рейхсфюрера СС. 22 липня 1932 року був замінений Райнгардом Гейдріхом і призначений начальником відділу поліції в особистому штабі рейхсфюрера СС. Близький друг Пауля Гауссера, залучив його до роботи в СС. 29 червня 1933 року призначений начальником суду СС в складі особистого штабу рейхсфюрера СС. З 3 серпня 1933 року — керівник Суду СС, спеціально створеного органу, який розглядав дисциплінарні проступки членів СС. Одночасно з 1 червня 1935 по 1 червня 1939 року очолював управління III (судове) Головного управління СС. В 1938 році був обраний депутатом Рейхстагу. 1 червня 1939 року судове управління СС було виведене зі складу Головного управління СС і, отримавши рівнозначний йому статус, стало іменуватися Головним судовим управлінням СС. До компетенції Шарфе входило розслідування дисциплінарних проступків і правопорушень членів СС, порушення кримінальних справ, підготовка і винесення судових вироків. Указом від 17 жовтня 1939 року члени СС і поліції були виведені із загальної системи правосуддя в Німеччині. Тепер вони були підсудні тільки особливим судам СС, які підпорядковувалися Шарфе. Виступаючи перед офіцерами СС, Шарфе заявив: «Есесівець займає, зрозуміло, особливе становище порівняно зі звичайним членом НСДАП, особливо тому, що він у разі потреби жертвує життям в ім'я захисту руху і фюрера. Це особливе становище, цілком очевидно, тягне за собою особливе ставлення!» 
Шарфе помер природною смертю. 1 серпня 1942 року відбувся урочистий державний похорон, на якому були присутні високопоставлені члени партії та СС. Август Гайссмаєр виступив з промовою, в якій вшанував заслуги Шарфе перед СС, а Пауль Гіслер поклав вінок на його могилу.

## Нагороди
- Столітня медаль
- Залізний хрест 2-го класу
- Почесний кут старих бійців
- Почесний хрест ветерана війни з мечами
- Знак учасника зльоту СА в Брауншвейзі 1931
- Кільце «Мертва голова»
- Почесна шпага рейхсфюрера СС
- Хрест Воєнних заслуг 2-го і 1-го класу з мечами